# لورين آلوي
لورين بي. آلوي (بالإنجليزية: Lauren Alloy) ولدت لورين بيرش في؛ 22 نوفمبر 1953. هي طبيبة نفسية أمريكية، معروفة بسبب أبحاثها عن اضطرابات المزاج. بالتعاون مع الزملاء لين أبرامسون وجيرالد ميتالسكي، طورت نظرية اليأس الاكتئابي. مع أبرامسون، طورت، أيضًا، فرضية الواقعية الاكتئابية. آلوي هي أستاذة علم النفس في جامعة تمبل في فيلادلفيا، بنسلفانيا.

## سيرة ذاتية
ولدت لورين في فيلادلفيا عام 1953. حصلت على درجة البكالوريوس في علم النفس عام 1974، والدكتوراه في علم النفس التجريبي والسريري في عام 1979 من جامعة بنسلفانيا. كان أساتذتها في كلية الدراسات العليا هم علماء النفس مارتن سيليجمان وريتشارد سولومون.